# Guido Pella
Guido Pella (* 17. Mai 1990 in Bahía Blanca) ist ein ehemaliger argentinischer Tennisspieler.

## Karriere
Guido Pella begann im Alter von fünf Jahren mit dem Tennisspielen. Sein Vater Carlos ist Tennistrainer, seine Mutter Charo Universitätsdozentin. Seine Schwester Catalina ist ebenfalls professionelle Tennisspielerin. Sein vorläufiger Durchbruch gelang ihm in der Saison 2012, als er drei Titel auf der Challenger Tour im Einzel sowie einen weiteren im Doppel gewinnen konnte. Außerdem gab er dank überstandener Qualifikation bei den US Open sein Grand-Slam-Debüt. Aufgrund seiner Erfolge auf der Challenger Tour qualifizierte er sich für die ATP Challenger Tour Finals 2012 in São Paulo. In der Gruppenphase gewann er gegen Rubén Ramírez Hidalgo und Thomaz Bellucci, während er Adrian Ungur knapp im dritten Satz im Tiebreak unterlag. Er erreichte durch die beiden Siege das Halbfinale, das er gegen Victor Hănescu in zwei Sätzen gewann. Im Finale traf er abermals auf Adrian Ungur, den er diesmal bezwingen konnte; auch diese Partie wurde erst im Tiebreak des dritten Satzes entschieden. Pella rückte durch diesen Erfolg erstmals in die Top 100 der Weltrangliste vor. Anfang 2013 spielte er erstmals im Hauptfeld mehrerer Turniere auf der ATP World Tour. Bei seinem zweiten Turnier in São Paulo gelang ihm in der ersten Runde gegen Fabio Fognini dabei sein erster Sieg. In Düsseldorf besiegte er im Mai den Top-10-Spieler Janko Tipsarević im Achtelfinale und kam bis ins Halbfinale des Turniers. Neben verschiedenen Turnieren auf der ATP Tour spielte Pella parallel auch auf der Challenger Tour und konnte bis Ende 2015 dort insgesamt zehn Turniere im Einzel gewinnen.
2016 erreichte er erstmals das Finale eines ATP-Turniers. In Rio de Janeiro hatte er die beiden Top-20-Spieler John Isner und Dominic Thiem besiegt und musste sich erst Pablo Cuevas geschlagen geben. Durch diesen Erfolg erreichte er erstmals die Top 40 der Weltrangliste. An diese Erfolge konnte er in der Folgezeit jedoch nicht anknüpfen und fiel so bis Mai 2017 wieder auf Platz 158 der Weltrangliste zurück. Dann gelang ihm in München der zweite Finaleinzug bei einem ATP-Turnier, außerdem konnte er auf der Challenger Tour zwei weitere Einzeltitel gewinnen. In Umag 2018 und Córdoba 2019 erreichte er zwei weitere Finals auf der ATP Tour, ehe er im März 2019 in São Paulo sein erstes Turnier dort gewinnen konnte. Durch zwei Viertelfinaleinzüge in Monte-Carlo und Barcelona erreichte er erstmals die Top 30 der Weltrangliste. In Wimbledon gelang ihm in diesem Jahr auch sein erfolgreichstes Abschneiden bei Grand-Slam-Turnieren. In der dritten Runde hatte er den an Nr. 4 gesetzten Kevin Anderson glatt in drei Sätzen besiegt, im Achtelfinale konnte er nach zwei verlorenen Sätzen die Partie gegen Milos Raonic noch für sich entscheiden. Erst gegen Roberto Bautista Agut musste er sich im Viertelfinale in vier Sätzen geschlagen geben. Durch etwas schwächere Ergebnisse im Jahr 2020 fiel Pella in der Weltrangliste wieder etwas zurück, nachdem er im Jahr 2019 drei Wochen lang Platz 20 belegt hatte, konnte sich aber konstant in den Top 50 behaupten.
2016 gab er sein Debüt für die argentinische Davis-Cup-Mannschaft.

## Erfolge
| Legende (Anzahl der Siege)  |
| Grand Slam                  |
| ATP World Tour Finals       |
| ATP World Tour Masters 1000 |
| ATP World Tour 500          |
| ATP World Tour 250 (1)      |
| ATP Challenger Tour (19)    |

| ATP-Titel nach Belag |
| Hartplatz (0)        |
| Sand (1)             |
| Rasen (0)            |

### Einzel

#### Turniersiege

##### ATP World Tour
| Nr. | Datum        | Turnier   | Belag | Finalgegner    | Ergebnis |
| --- | ------------ | --------- | ----- | -------------- | -------- |
| 1.  | 3. März 2019 | São Paulo | Sand  | Cristian Garín | 7:5, 6:3 |

##### ATP Challenger Tour
| Nr. | Datum              | Turnier         | Belag     | Finalgegner         | Ergebnis        |
| --- | ------------------ | --------------- | --------- | ------------------- | --------------- |
| 1.  | 3. März 2012       | Salinas         | Sand      | Paolo Lorenzi       | 1:6, 7:5, 6:3   |
| 2.  | 5. August 2012     | Manta           | Hartplatz | Maximiliano Estévez | 6:4, 7:5        |
| 3.  | 23. September 2012 | Campinas        | Sand      | Leonardo Kirche     | 6:4, 6:0        |
| 4.  | 1. Dezember 2012   | São Paulo       | Hartplatz | Adrian Ungur        | 6:3, 6:74, 7:64 |
| 5.  | 6. Oktober 2013    | São Paulo IV    | Sand      | Facundo Argüello    | 6:1, 6:0        |
| 6.  | 23. November 2014  | Lima            | Sand      | Jason Kubler        | 6:2, 6:4        |
| 7.  | 5. April 2015      | San Luis Potosí | Sand      | James McGee         | 6:3, 6:3        |
| 8.  | 3. Mai 2015        | São Paulo III   | Sand      | Christian Lindell   | 7:5, 7:61       |
| 9.  | 4. Oktober 2015    | Porto Alegre    | Sand      | Diego Schwartzman   | 6:3, 7:65       |
| 10. | 22. November 2015  | Montevideo (1)  | Sand      | Íñigo Cervantes     | 7:5, 2:6, 6:4   |
| 11. | 2. Juli 2017       | Mailand         | Sand      | Federico Delbonis   | 6:2, 6:1        |
| 12. | 12. August 2017    | Floridablanca   | Sand      | Facundo Argüello    | 6:2, 6:4        |
| 13. | 11. November 2018  | Montevideo (2)  | Sand      | Carlos Berlocq      | 6:3, 3:6, 6:1   |

#### Finalteilnahmen
| Nr. | Datum            | Turnier        | Belag | Finalgegner          | Ergebnis       |
| --- | ---------------- | -------------- | ----- | -------------------- | -------------- |
| 1.  | 21. Februar 2016 | Rio de Janeiro | Sand  | Pablo Cuevas         | 4:6, 7:65, 4:6 |
| 2.  | 7. Mai 2017      | München        | Sand  | Alexander Zverev     | 4:6, 3:6       |
| 3.  | 22. Juli 2018    | Umag           | Sand  | Marco Cecchinato     | 2:6, 6:74      |
| 4.  | 10. Februar 2019 | Córdoba        | Sand  | Juan Ignacio Londero | 6:3, 5:7, 1:6  |

### Doppel

#### Turniersiege
| Nr. | Datum             | Turnier           | Belag | Partner           | Finalgegner                            | Ergebnis          |
| --- | ----------------- | ----------------- | ----- | ----------------- | -------------------------------------- | ----------------- |
| 1.  | 9. April 2012     | Pereira           | Sand  | Martín Alund      | Sebastián Decoud Rubén Ramírez Hidalgo | 6:3, 2:6, [10:5]  |
| 2.  | 19. April 2014    | São Paulo         | Sand  | Diego Schwartzman | Máximo González Andrés Molteni         | 1:6, 6:3, [10:4]  |
| 3.  | 15. November 2014 | Guayaquil         | Sand  | Máximo González   | Pere Riba Jordi Samper Montaña         | 2:6, 7:63, [10:5] |
| 4.  | 22. November 2014 | Lima              | Sand  | Sergio Galdós     | Marcelo Demoliner Roberto Maytín       | 6:3, 6:1          |
| 5.  | 14. März 2015     | Santiago de Chile | Sand  | Andrés Molteni    | Andrea Collarini Máximo González       | 7:67, 3:6, [10:4] |
| 6.  | 30. Mai 2015      | Vicenza           | Sand  | Facundo Bagnis    | Salvatore Caruso Federico Gaio         | 6:2, 6:4          |

## Abschneiden bei Grand-Slam-Turnieren

### Einzel
| Turnier         | 2012 | 2013 | 2014 | 2015 | 2016 | 2017 | 2018 | 2019 | 2020 | 2021 | 2022 | 2023 | Karriere |
| --------------- | ---- | ---- | ---- | ---- | ---- | ---- | ---- | ---- | ---- | ---- | ---- | ---- | -------- |
| Australian Open | —    | 1    | —    | —    | 2    | 1    | 1    | 1    | 3    | 1    | —    | 1    | 3        |
| French Open     | Q1   | 2    | Q2   | Q2   | 2    | 1    | 2    | 2    | 2    | 2    | —    | 2    | 2        |
| Wimbledon       | —    | 1    | —    | Q3   | 1    | —    | 3    | VF   |      | 1    | —    | 3    | VF       |
| US Open         | 1    | 1    | Q1   | 1    | 2    | 2    | 3    | 1    | 1    | 2    | —    | 1    | 3        |

Zeichenerklärung: S = Turniersieg; F, HF, VF, AF = Einzug ins Finale / Halbfinale / Viertelfinale / Achtelfinale; 1, 2, 3 = Ausscheiden in der 1. / 2. / 3. Hauptrunde; Q1, Q2, Q3 = Ausscheiden in der 1. / 2. / 3. Qualifikationsrunde; nicht ausgetragen

### Doppel
| Turnier         | 2016 | 2017 | 2018 | 2019 | 2020 | 2021 | 2022 | 2023 | Karriere |
| --------------- | ---- | ---- | ---- | ---- | ---- | ---- | ---- | ---- | -------- |
| Australian Open | 1    | 1    | 1    | 1    | 2    | 1    | —    | 1    | 2        |
| French Open     | 1    | —    | 2    | HF   | 2    | 1    | —    | 1    | HF       |
| Wimbledon       | 1    | —    | —    | 1    |      | —    | —    | 1    | 1        |
| US Open         | 1    | 1    | 1    | 1    | —    | —    | —    | —    | 1        |